# 宝马镇 (阆中市)
宝马镇，是中华人民共和国四川省南充市阆中市曾经下辖的一个镇。2019年10月，撤销朱镇乡和宝马镇，将其所属行政区域划归洪山镇管辖。

## 行政区划
宝马镇撤销前下辖以下地区：
玉宝村、金山观村、大柏垭村、多宝村、化琳村、金鼎村、明清村和回龙村。